# Leiter I Building
Il palazzo Leiter I è stato un edificio commerciale di Chicago costruito nel 1879 su progetto di William Le Baron Jenney del 1877, demolito nel 1972.

## Struttura
La struttura era articolata all'interno con montanti in ghisa, disposti a maglie rettangolari con il lato lungo parallelo alla Wells Street, e travi principali di legno disposte sulle file di montanti perpendicolari alla Wells Street. Lungo il perimetro esterno si trovavano montanti principali di muratura di mattoni, pilastrini di ghisa che tripartivano la campata, e travi di ferro rivestite in mattoni.
Le due campate contigue sulla Wells Street e sulla Questione Monroe Street proponevano lo stesso disegno basato sulla ripetizione uniforme della campata, configurando l'immagine di una struttura a telaio a maglie quadrate in pianta.